# Мамай (мангыт)
Мамай — мангытский вождь, один из сыновей бия Ногайской орды Мусы и его второй жены, дочери Ходжи. Русские летописи называют его мирзой, занимающим княжье место, подчеркивая, что являясь фактическим лидером, он не имел на это законных прав. Один из основных героев фольклорного цикла сказаний «Сорок богатырей». Не следует путать его с братом Шейх-Мамаем.

## Историческая личность
В первые годы после смерти Мусы и его брата Ямгурчи в условиях междоусобицы в Ногайской орде Мамай не боролся за личное первенство, поддерживая единокровного брата Алчагира, сведения о Мамае носят отрывочный характер. Возможно, в 1511 году вместе с Саид-Ахметом участвовал в налете на крымское войско, возвращающееся к Перекопу из Молдавии. В 1514 году во главе с Алчагиром вместе с Саид-Ахметом и Кель-Мухаммедом откликнулся на призыв астраханского хана Джанибека, предлагавшего окончательно разгромить главного конкурента Алчагира Шейх-Мухаммеда. Как известно, Джанибек тогда разгромил Шейх-Мухаммеда, не дождавшись ногайцев, чем вызвал их раздражение, так как ему досталось и имущество, и улусы Шейх-Мухаммеда. Позднее лишённый всего Шейх-Мухаммед явился с повинной к Алчагиру, но тот, вопреки обычаям, заключил брата в тюрьму. Это вызвало возмущение у многих представителей знати, но Мамай с отрядом в 50 человек силой освободил Шейх-Мухаммеда и вывел его в степь из ставки Алчагира.
После казахского нашествия и гибели основных ногайских вождей Шейх-Мухаммеда и Алчагира роль Мамая возрастает. Предположительно он был одним из первых среди ногайских вождей, которые после смерти казахского хана Касима возглавили борьбу за изгнание казахов.
В 1523 году крымский хан Мехмед Герай с помощью ногаев, перешедших во время казахского нашествия в его подданство, предпринял поход на Астраханское ханство. По ряду источников, ногаев в этом походе возглавляли бии Мамай и Агиш. Астрахань была сдана без боя, так как сопротивление такой внушительной силе было бесполезным. Однако, через некоторое время после успешного взятия города, ногаи напали на крымского хана, убив его и его наследника Бахадыр Герая, когда те были вне города. Внезапное нападение вызвало беспорядочное и паническое бегство крымских татар. Причины и обстоятельства внезапного поворота событий, а также главных виновников называют по-разному. По одной из версий, в необходимости освободиться от тяготящей власти крымского хана Мамая убедил другой мангытский лидер Агиш. В любом случае Мамай, наряду с Агишем и большеордынским царевичем Шейх-Хайдаром, стали лидерами последующего победоносного вторжения ногайского войска в Крым, когда они ограбили весь полуостров и захватили множество пленников. Уцелели только города и крепости, которых кочевники брать не умели.
После вторжения на полуостров продолжал антикрымскую политику. В конце 1523 года или в начале 1524 года неудачно осаждал Астрахань, в которой после бегства оттуда крымского войска воцарился хан Хусейн. Не все ногайские вожди поддержали его в этом походе, отказались Агиш и Хаджи-Мухаммед, а Юсуф участвовал, но независимо, своим отдельным полком. В 1524 году кочевал на Тереке, на старых ногайских кочевьях.
Против Мамая, кочевья которого находились в Поволжье, видимо, по инициативе астраханского хана Хусейна собирался союз, к которому привлекались новый крымский хан Саадет Гирей, Русское государство и ногайский бий Агиш. Однако этот союз не состоялся, чему, видимо, способствовала гибель Агиша. В последующие годы Мамай кочевал в Поволжье, при этом в 20-е годы он занимал в Ногайской орде лидирующее положение, которое основывалось как на авторитете победителя крымского ханства, так и собственно на реальном первенстве, но, вероятно, так и не был признан бием.
С 1524 года в Казани правил Сафа-Гирей, который был ставленником Крыма и противником Москвы. Мамай выдал замуж за него свою дочь, что привело к ухудшению отношений с Москвой. В 1530 году, когда русские под командованием И. Ф. Бельского выступили против Казани, Мамай послал на помощь казанцам отряд в 30000 (по другим сведениям 10000) под командованием своего сына. Отряд был разбит русскими на Арском поле под стенами Казани, где погибло множество ногаев. Когда в 1531 году казанская знать изгнала Сафа-Гирея, он нашёл убежище у Мамая. Ногаи, кочевавшие в Поволжье, успешно противостояли Крымскому ханству и в целом были ориентированы на добрососедские отношения с Московским государством, так как извлекали существенную выгоду от поставок на Русь скота, в первую очередь коней.
Однако добрососедские торговые отношения Мамая с Москвой прекратились, когда посланный им на Русь около 1531 г. богатый караван был ограблен касимовскими татарами. После этого Мамай прекратил всякие контакты с Василием III, и стал совершать регулярные набеги на Мещеру. Братья с большим трудом убедили прекратить набеги и не провоцировать Русское государство на широкомасштабную войну. В 1535 году послал к Ивану IV грамоту, в которой обвинял русских в несоблюдении договора и приводил в пример первые годы правления Василия III.
Примерно 1530 г. бием орды стал Саид-Ахмед. Мамай придерживался независимой политики. При консолидации ногайской знати на съезде, проведённом Саид-Ахметом в 1537 году, Мамай остался в стороне, не признавая распределения ролей на съезде и оставаясь неформальным лидером западного (левого) крыла Ногайской орды. Хотя на съезде первым нурадином был назначен Хаджи-Мухаммед, Мамай порой также фигурирует как нурадин, так реально, видимо, именно он играл ведущую роль на западе орды.

## Образ Мамая в фольклоре
Мамай — один из основных героев народных преданий, входящих в эпический цикл «Сорок богатырей». Ему посвящён дастан «Мамай и Урак». Урак — племянник Мамая и по эпической версии его воспитанник. В целом эпический образ Мамая изображает мудрого правителя, заботящегося о народе. Он лишен эпической легендарной приподнятости. Легендарный Мамай завоевал всё Поволжье и многие русские города. Пригласив крымского хана Пельван-султана на встречу, дал ему клятву, но племянник Урак убивает Пельван-султана. Мамай с Ураком завоёвывают Крым, но за нарушение клятвы его постигает кара — вскоре он умирает от болезни. Умирая, он делится в Ураком своей нереализованной мечтой — построить новые города, куда бы приезжали богатые купцы.
Мамай упомянут в толгау ногайского поэта шестнадцатого века Досмамбета Азаулы "Тогай, тогай, тогай су" ("Об этом не сожалею").

## Замечание
Видный исследователь ногайского эпоса и истории Ногайской орды В. М. Жирмунский ошибочно отождествлял Мамая с Шейх-Мамаем.